# Horatio Greenough
Horatio Greenough (født 6. september 1805 i Boston, Massachusetts, død 18. december 1852 i Somerville) var en amerikansk billedhugger. 
Han studerede først på Harvard-universitetet i Cambridge, drogs særlig ved Allstons initiativ mod kunsten, uddannede sig i skulptur i sin fødeby under den franske billedhugger Binon og modnedes i Italien under Thorvaldsen og Tenerani. Hans værker har også disse sidstes stilrenhed og formskønhed. Bekendtest er hans kolossale rytterstatue af Washington (1843) for de forenede staters Kapitol, for hvilket han blandt andet også har modeleret The Rescue (strid mellem kolonistfamilie og indianer). Blandt idealfigurer må nævnes Medora, Engelen Abdiel og Venus.